# 米龙·梅尔扎诺夫
米龙·梅尔扎诺夫（俄语： 1895年9月23日—1975年12月）苏联亚美尼亚裔建筑师，1933年至1941年担任苏联领导人斯大林的个人建筑设计师。1942年因政治原因被捕，继续在沙拉什卡工作，著名建筑包括斯大林的孔策沃别墅。